# قربان مغلق
القربان المقدس المغلق هو ممارسة مسيحية تقييد تقديم عناصر طقوس القربان المقدس (وتسمى أيضا السر المقدس للعشاء الرباني) إلى أولئك الذين هم أعضاء في وضع جيد بمفهوم الكنيسة أو المذهب أو الطائفة أو الجماعة التي ينتمي إليها. على الرغم من اختلاف معنى المصطلح التقليدي قليلا بين مختلف التقاليد المسيحية اللاهوتية، فإنه عادة ما يعني أن الكنيسة أو الطائفة تسمح بالمشاركة في الطقس إما إلى أعضاء تابعين للكنيسة أو للمذهب، أو أعضاء من فئة معينة (على سبيل المثال، أعضاء الكنائس الإنجيلية الذين تعمدوا في الكنيسة).

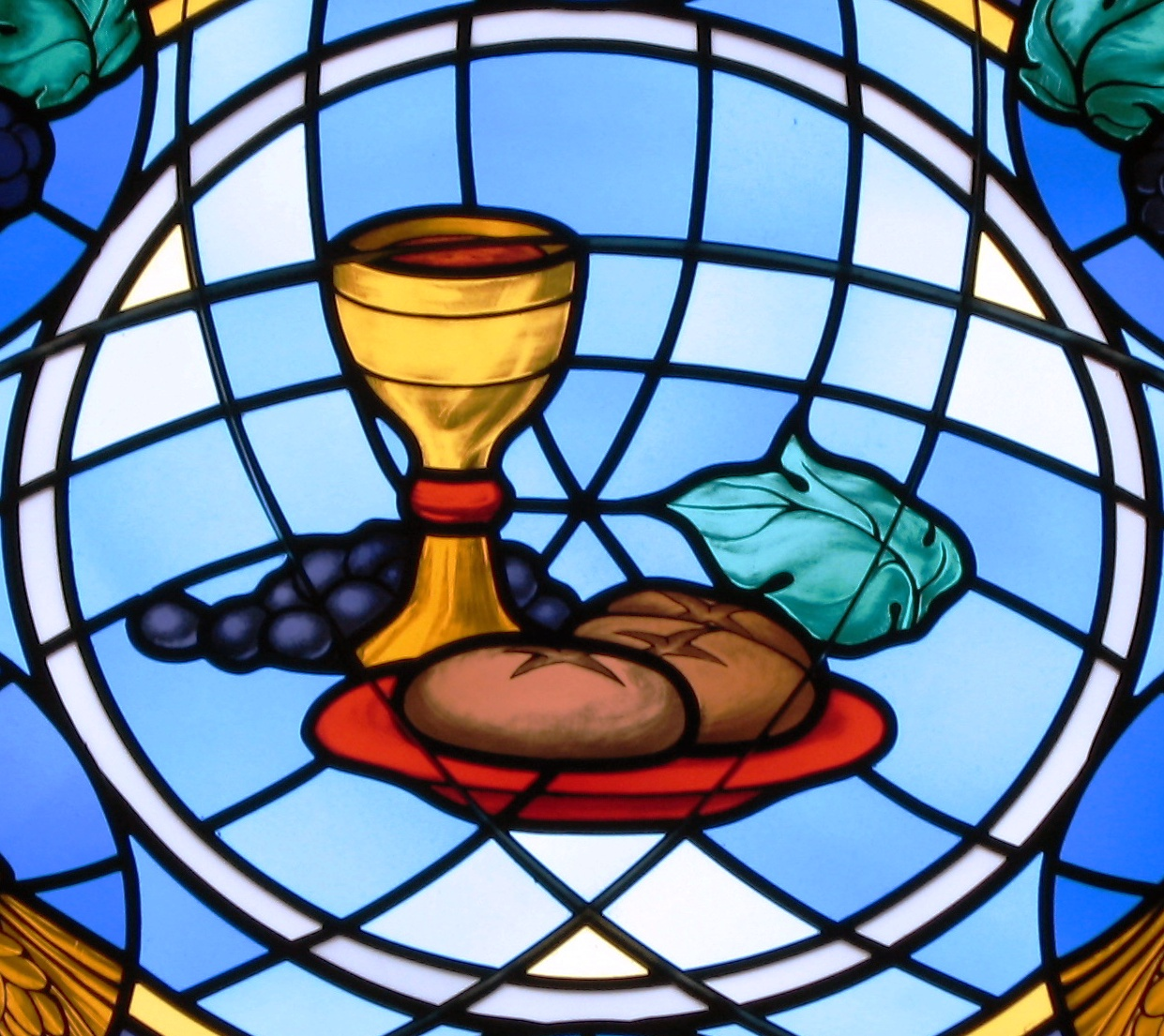

الكنيسة مغلقة القربان هي الكنيسة التي تيستثنى غير الأعضاء من تلقي طقوس تناول القربان المقدس. وهذه ممارسة في جميع الكنائس التي يرجع تاريخها إلى فترة ما قبل الإصلاح البروتستانتي وأيضا من قبل بعض الكنائس البروتستانتية مثل بعض اللوثريين والمعمدانيين. بعض كنائس اللوثرية في الولايات المتحدة تتطلب آن يكون جميع متلقي القربان قد تلقوا الممارسة الإكليركية حتى من أعضاء كنائس لوثرية أخر في حين أن بعض الكنائس المعمدانية تتطلب عضوية جزئية في حين أن كنائس أخرى تتطلب العضوية الكاملة قبل المشاركة في المنارلة.
الكنائس التي تمارس المناولة المفتوحة، تسماح لجميع المسيحيين للمشاركة في طقوس العشاء الرباني المقدس.

## الممارسة

### الكنيسة الكاثوليكية الرومانية
الكنيسة الكاثوليكية الرومانية تمارس المناولة المغلقة. كما تسمح من أعضاء الكنائس الشرقية الذين ليسوا لا يتبعون الكنيسة الرومانية (مثل الأرثوذكسية الشرقية، الكنيسة المشرقية الأرثوذكسية وكنيسة المشرق الآشورية) من تناول القربان من كهنة الكنيسة الكاثوليكية طالما هم من يطلب ذلك من تلقاء أنفسهم. تميز الكنيسة الكاثوليكية بين الكنائس التي تمارس القربان المقدس والأوامر المقدسة التي تسلم بصلاحتها عن غيرها من المجتمعات المسيحية الأخرى. في حالة أنه من المستحيل تناول الممارسة من قبل كاهن كاثوليكي، فيسمح لأعضاء الكنيسة من ممارسة التناول في كنيسة أورثوذكسية وذلك لتيسير أمر الشخص ولتجنب وضع الشخص في وضع اللامبالاة. على الرغم من أن الكنائس الأرثوذكسية لا تسمح بممارسة التناول الآ للمسيحيين الأرثوذكس. من جهة أخرى، لا تسمح الكنيسة الكاثوليكية لأعضائها الكاثوليك منتناول القربان في الكنائس البروتيستانية، لأنهها لا تعتبر الكهنة البروتستانت يتبعون خط ترسيم كهنتهم بخلافة صالحة من الرسل، على الرغم من اللوثريون، المورافيين والانجيليين يقيمون رسامة رجال دينهم في خطوط الخلافة الرسولية.

### الأرثوذكسية الشرقية
في الأرثوذكسية الشرقية التي تتألف من 14 أو 15 كنائس مستقلة أرثوذكسية هرمية هي قربانية مغلقة الصارمة. ولهذا، يسمح لعضو الكنيسة الأرثوذكسية الروسية حضور القداس الإلهي في الكنيسة الأرثوذكسية اليونانية كما يمكنه تناول القربان، والعكس صحيح. لكنه لا يسمح له القيام بذلك في الكنيسة البروتستانية. بيد أن هذا الموقف تم تخفيف تطبيقه في معظم الكنائس الأرثوذكسية؛ فيسمح للأرثوذكسي من البقاء والمشاركة في القداس الإلهي ولكن قد لا يسمح له بتناول القربان المقدس.

### اللوثريين
تمارس كنائس الطائفية اللوثرية، بما في ذلك الكنيسة اللوثرية–ميسوري، ويسكونسن الإنجيلية اللوثرية، القربان المغلق. الفشل في القيام بذلك هو إدانة اللوثريين مثل خطيئة الوحدوية. هذا التعليم يأتي من 1 كورنثوس 10:16-17 الذي يقول: «ألَيسَتْ كَأْسُ البَرَكَةِ الَّتِي نُبارِكُ اللهَ مِنْ أجلِها، هِيَ أنْ نَشتَرِكَ مَعاً فِي دَمِ المَسِيحِ؟ ألَيسَ الخُبزُ الَّذِي نَكسِرُهُ، هُوَ أنْ نَشتَرِكَ فِي جَسَدِ المَسِيحِ؟ فَالرَّغِيفُ الواحِدُ مِنَ الخُبزِ يَعنِي أنَّنا نَحنُ الكَثِيرِينَ نُؤَلِّفُ جَسَداً واحِداً، لِأنَّ لَنا جَمِيعاً نَصِيباً فِي الرَّغِيفِ» وتعاليم بولس الزمالة في 1 كورنثوس 1:10, «لَكِنِّي أرجُوكُمْ أيُّها الإخوَةُ بِاسْمِ رَبِّنا يَسُوعَ المَسِيحِ أنْ تَتَّفِقوا جَمِيعاً فِي الرَّأيِ، فَلا يَكُونَ لِلانقِساماتِ مَكانٌ بَينَكُمْ، بَلْ أنْ تَتَّحِدُوا فِي فِكرٍ واحِدٍ وَهَدَفٍ واحِدٍ» هذه اللوثريين أيضا أن تأخذ على محمل الجد الله الخطر المذكور في 1 كورنثوس 11:27,29 أن «فَكُلُّ مَنْ يَأكُلُ الخُبزَ وَيَشرَبُ كَأْسَ الرَّبِّ، بِأُسلُوبٍ غَيرِ لائِقٍ، يَكُونُ مُخطِئاً ضِدَّ جَسَدِ الرَّبِّ وَدَمِهِ. 28 لَكِنْ عَلَى كُلِّ واحِدٍ أنْ يَفحَصَ نَفسَهُ وَبَعدَ ذَلِكَ يُمكِنُهُ أنْ يَأْكُلَ مِنَ الخُبزِ وَيَشرَبَ الكَأْسَ. 29 فَمَنْ يَأكُلُ الخُبزَ وَيَشرَبُ الكَأسَ دُونَ أنْ يَهتَمَّ بِأُولَئِكَ الَّذِينَ هُمْ جَسَدُ الرَّبِّ، فَإنَّهُ يَأْكُلُ وَيَشرَبُ دَينُونَةً عَليهِ.». ولذلك فإن الاعتقاد عندهم ممارسة المناولة من قبل كاهن غير مرسوم بشكل صحيح غير محب للكنيسة، لأنها قد تكون دعوة الناس إلى التقدم في الخطيئة. وشبهوها بأنها أقرب إلى السماح لشخص بشرب السم دون توقف.
أما الكنيسة الإنجيلية اللوثرية في أميركا وهي أكبر كنيسة لوثرية في أمريكا، لا تمارس القربان المغلق، بل تؤمن «بضيافة للقربان».

### المعمدانيون
يمارس بعض المعمدانيين وكل أعضاء للرابطة المعمدانية القربان المغلق بصرامة أكثر من الكاثوليكية واللوثرية والأرثوذكسية الشرقية. أنها تحد من تناول القربان (أو العشاء الرباني) إلى غير أعضاء الكنيسة المحلية. وهكذا يستبعد أعضاء الكنائس الأخرى، حتى أعضاء الكنائس المحلية الأخرى من نفس المذهب من المشاركة. فإن اسم المعمدانيين الصارمين في المملكة المتحدة مستمدة من هذه الممارسة.

### المجموعات الأخرى
حماعات تمارس القربان المغلق: الأرثوذكسية في الكنيسة المشيخية، كنيسة إصلاح المشيخية، الكنيسة المشيخية الأمريكية  كنيسة إصلاح الكنيسة السبتية، كنيسة حصرية الإخوة، الرسولية المسيحية، كنيسة الإخوة، المتدينين، الاميش، بعض الانجيليين، كنيسة الله في المسيح، كنيسة الله من النبوة، السبتية، شهود يهوه. قدسي الأيام الأخيرة (المورمون)

## وصلات خارجية

### المنظور اللوثري
- نظرة فاحصة قريبة التناول - المذهب اللوثري منظور
- قريبة التناول: أساس الممارسة ، وهو المذهب اللوثري عرض من قبل ويسكونسن اللوثرية مكتبة المدرسة
- ماذا عن الزمالة الرسمية الكنيسة اللوثرية - ميسوري السينودس بيان بشأن إغلاق/إغلاق الشركة
  - الكتاب المقدس ممارسة أغلقت الشركة (PDF) - الكنيسة اللوثرية-ميسوري السينودس عرض